# 田口俊明
田口 俊明（たぐち としあき、1941年4月 - ）は、日本の実業家。トヨタ自動車専務取締役、トヨタモーターノースアメリカ（TMA）社長を歴任。

## 略歴
神奈川県横浜市出身。海城高等学校、国際基督教大学教養学部社会科学科を卒業。1964年トヨタ自動車販売入社。輸出部研修生となり、海外営業畑を歩む。研修生時代を含め、通算十一年半のアメリカ駐在を経験する。
トヨタ自動車専務取締役、トヨタモーターノースアメリカ（TMA）社長を歴任。 2006年よりトヨタ自動車顧問に就任。